# Liste der Monuments historiques in Vroncourt-la-Côte
Die Liste der Monuments historiques in Vroncourt-la-Côte führt die Monuments historiques in der französischen Gemeinde Vroncourt-la-Côte auf.

## Liste der Objekte
| Bezeichnung      | Beschreibung            | Standort                 | Kennzeichnung | Schutzstatus | Datum | Bild |
| ---------------- | ----------------------- | ------------------------ | ------------- | ------------ | ----- | ---- |
| Kirche St-Médard | Portal, 12. Jahrhundert | Rue Marie-Saunier (Lage) | PA00079288    | Inscrit      | 1929  |      |